# Pesadilla en la cocina (Argentina)
Pesadilla en la cocina fue un programa de televisión argentino de telerrealidad culinaria, presentado por el chef Christophe Krywonis, se estrenó el 30 de septiembre de 2016, 
Este espacio es una adaptación del programa homónimo angloparlante presentado por el británico Gordon Ramsay en Reino Unido, Irlanda y Estados Unidos de América.

## Argumento
El chef francés Christophe Krywonis, trata de salvar de una situación crítica a locales de la Ciudad Autónoma de Buenos Aires y el conurbano bonaerense. Los dueños de dichos locales llamaron al programa porque consideran que necesitan ayuda, y estos deben aceptar las críticas o indicaciones del chef francés. A cambio les remodelan, modernizan y equipan todo el local por fuera, dentro y su cocina.

## Devenir de los restaurantes luego del programa
A septiembre de 2024, solo los siguientes 2 restaurantes de los 12 originales permanecen abiertos:
-El Atilano del Parque (CABA)
-Vía Verona (Lanús)
Nota: Campos de Malena, en 2019 cambió de nombre a "Dorita del Mercado" (Belgrano), un solo dueño, el otro vendió su parte.
Nota: Lumiere (Villa Urquiza) ya no existe como restaurant, pero sigue como emprendimiento gastronómico brindando servicio de Catering 

## Episodios y temporadas
| Temporada | Temporada | Episodios | Estreno                  | Final                   | Índice de audiencia |
| --------- | --------- | --------- | ------------------------ | ----------------------- | ------------------- |
|           | 1         | 13        | 30 de septiembre de 2016 | 23 de diciembre de 2016 |                     |
| Total     | Total     | —         | —                        | —                       | —                   |

### Primera temporada: 2016
| N.º Serie | N.º Temp. | Restaurante                                                        | Estilo culinario          | Localización     | Fecha de emisión         | Índice de audiencia | Estado actual |
| --------- | --------- | ------------------------------------------------------------------ | ------------------------- | ---------------- | ------------------------ | ------------------- | ------------- |
| 1         | 1         | Jackson's                                                          | Restobar                  | Monte Grande     | 30 de septiembre de 2016 | 13,7                | Cerrado       |
| 2         | 2         | Marcial                                                            | Restaurante               | Martínez         | 7 de octubre de 2016     | 13.8                | Cerrado       |
| 3         | 3         | Wasabi's                                                           | Comida japonesa           | Palermo          | 14 de octubre de 2016    |                     | Cerrado       |
| 4         | 4         | Atilano                                                            | Pizzería                  | Saavedra         | 21 de octubre de 2016    |                     | Abierto       |
| 5         | 5         | Lumière                                                            | Restaurante               | Villa Urquiza    | 28 de octubre de 2016    |                     | Cerrado       |
| 6         | 6         | Boteco do Brasil                                                   | Cocina brasileña          | Palermo          | 4 de noviembre de 2016   |                     | Cerrado       |
| 7         | 7         | Hasta el huesito                                                   | Parrilla                  | La Boca          | 11 de noviembre de 2016  |                     | Cerrado       |
| 8         | 8         | Despacho de sabores                                                | Alimentos saludables      | Palermo          | 18 de noviembre de 2016  | 13.8                | Cerrado       |
| 9         | 9         | Vía Verona                                                         | Restaurante               | Lanús            | 25 de noviembre de 2016  |                     | Abierto       |
| 10        | 10        | La Cachila                                                         | Restaurante               | Parque Chacabuco | 02 de diciembre de 2016  | 11,7                | Cerrado       |
| 11        | 11        | Hipólito                                                           | Restaurante               | Vicente López    | 09 de diciembre de 2016  |                     | Cerrado       |
| 12        | 12        | Campos de Malena                                                   | Parrilla                  | Belgrano         | 16 de diciembre de 2016  | 8.6                 | Cerrado       |
| 13        | 13        | Especial: ¿Qué fue de...?                                          | Especial: ¿Qué fue de...? | Varios           | 23 de diciembre de 2016  | 8.7                 | N/A           |
| 13        | 13        | Revisitas: Hasta el huesito, Lumière, Boteco do Brasil y Jackson's |                           |                  |                          |                     |               |